# Hipopion
Hipopion doslovce znači "gnoj u oku". To je leukocitni eksudat koji se vidi u prednjoj očnoj sobici,često udružen s crvenilom spojnice i episklere.
Znak je upale šarenice tj. iritisa, koji je oblik prednjeg uveitisa.Eksudat se nalazi na dnu zahvaljujući gravitaciji.

## Diferencijalna dijagnoza
Hipopion također može biti prisutan kod ulkusa rožnice pretežno gljivične etiologije kao što su Aspergillus i Fusarium sp.; potom, kod Behceove bolesti, endoftalmitisa i panuveitisa/panoftalmitisa. Hipopion je također znan kao "sterilni gnoj",jer nastaje zbog oslobođenih toksina, a ne stvarnom invazijom patogenih mikroorganizama. Toksini koje izluče patogeni mikroorganizmi uzrokuju ekstravazaciju leukocita koji se smještaju u dnu prednje komore oka. Hipopion je jedini gnojni eksudat u organizmu koji ne zahtijeva specifičan tretman, već liječenje uzroka hipopiona ujedno rješava i sam hipopion.
Obrnuti hipopion treba razlikovati od običnoga; obrnuti hipopion se javlja nekada nakon pars plana vitrektomije s instilacijom silikonskog ulja (ulje se tu koristi kao zamjena za staklasto tijelo koje je odstranjeno u operaciji, e da bi održavalo unutarnju tamponadu mrežnice). Kad silikonsko ulje emulgira, pomalo curi u unutarnju očnu sobicu i smješta se na vrh prednje komore (jer je silikonsko ulje lakše od sobne vodice), dok se kod hipopiona kao rezultata djelovanja toksina, leukociti se zbog gravitacije smještaju na dno prednje očne sobice. 